# Sri Lanka Rūpavāhinī Corporation
Sri Lanka Rūpavāhinī Corporation (in cingalese: ශ්‍රී ලංකා රූපවාහිනී සංස්ථාව; in tamil: இலங்கை ரூபவாகினி கூட்டுத்தாபனம்), nota anche con l'acronimo SLRC, è l'ente televisivo pubblico dello Sri Lanka. Trasmette da Colombo in cingalese, tamil e inglese.
SLRC è la più grande emittente televisiva dello Sri Lanka; copre l'intero territorio dell'isola. Dal 2011 il trasmettitore di Kokavil iniziò a trasmettere in standard DVB-T2 nel nord ed entro il 2015 la tecnologia avrebbe dovuto essere disponibile in tutto il Paese. Nel 2021, tuttavia, il governo decise di passare allo standard ISDB-T dopo avere ricevuto sovvenzioni dal Ministero degli esteri giapponese.

## Storia
Rūpavāhinī fu creata in seguito a una promulgazione del Parlamento del 23 gennaio 1982; fu fondata il 14 febbraio seguente e iniziò a trasmettere il 15 con un discorso inaugurale di Junius Richard Jayewardene, il Presidente dello Sri Lanka di quel tempo. I fondi furono donati dal governo giapponese. I trasmettitori furono costruiti e installati da tecnici giapponesi.
Nel 1986 Rupavahini ampliò i propri uffici e nel 1998 ristrutturò gran parte delle proprie attrezzature usando la tecnologia digitale sulla base di tre progetti del Governo giapponese. Il complesso ospita una sala di controllo, quattro studi, due studi di doppiaggio, un'unità digitale di postproduzione, due unità analogiche di postproduzione, diverse suite di editing, incluso l'editing non lineare, e quattro veicoli per le trasmissioni esterne. Ad aprile 1999 fu lanciata Rupavahini 2, che cambiò nome in 'Channel Eye' ad agosto 2000.
Il 1º gennaio 2008 Channel Eye passò a condividere le proprie frequenze con l'appena nata Nethra TV. Nel 2009 delle serie televisive prodotte da Rupavahini furono rese disponibili in DVD e VCD con il titolo RU Entertainments.
Rupavahini è stata la prima emittente dello Sri Lanka a trasmettere serie televisive straniere. La più famosa era Oshin, una serie giapponese doppiata in cingalese. A novembre 2012 trasmise anche la prima serie sudcoreana, dal titolo Sujatha Diyani, nota anche come Dae Jang Geum.
Dal 20 febbraio 2018 Nethra TV ha frequenze proprie.
Tra il 2009 e il 2015 fu attivo un quarto canale, N TV. Mandava in onda esclusivamente programmi in inglese ma il pubblico lo ritenne non interessante e presto fu chiuso.

## Servizi
SLRC gestisce tre canali televisivi:

### Televisione
| Nome | Sede    | Тipo | Lancio | Lingua    |
| --- | ------- | --- | ------ | --------- |
| Rupavahini                                                                                                 | Colombo | notizie, serie televisive, programmi didattici e talk show | 1982   | cingalese |
| Channel EYE (‘EYE' significa Education, Youth and Entertainment ("istruzione, gioventù e intrattenimento") | Colombo | sport |        | inglese   |
| Nethra TV (‘nethra’ in tamil significa "occhio")                                                           | Colombo | cultura e costumi tamil (programmi propri e acquistati, incluse serie televisive tamil, programmi religiosi, indirizzati in particolar modo alle minoranze religiose |        | tamil     |

## Ricezione

### Satellite[5]
| Satellite          | SES 12                           | Azerspace 2/Intelsat 38          |
| Posizione orbitale | 95.0° Est                        | 45.1° Est                        |
| Bouquet            | /                                | Dialog TV                        |
| Canali             | Rupavahini Channel Eye Nethra TV | Rupavahini Channel Eye Nethra TV |
| Frequenza          | 12224 MHz                        | 11592 MHz                        |
| Polarizzazione     | Orizzontale                      | Verticale                        |
| SR                 | 40000 ksym/s                     | 27690 ksym/s                     |
| FEC                | 2/3                              | 5/6                              |
| Modulazione        | 8PSK                             | /                                |

### Terrestre
I canali di SLRC trasmettono in standard analogico.

## Controversie
Nel 2007 l'allora ministro Mervyn Silva e le sue guardie del corpo assaltarono la sede della SLRC e attaccarono il direttore del telegiornale. I dipendenti risposero attaccarono a loro volta il ministro.
Il 13 luglio 2022 alcuni manifestanti che sostenevano di essere i leader delle proteste in corso entrarono nei locali e chiesero che tutti i programmi nel palinsesto fossero sospesi e che fosse mandato in onda solo ciò era attinente alle proteste. Le trasmissioni furono sospese per un po' nel momento dell'incidente. Più tardi, lo stesso giorno, a due manifestanti fu consentito esprimere le loro opinioni in un programma di notizie in diretta.